# Система футбольных лиг Португалии
Система футбольных лиг Португалии представляет собой распределение лиг для футбольных клубов Португалии.

## Структура
Включает в себя четыре национальных уровня с системой ротации по итогам сезонов. Ниже четвёртого уровня располагаются региональные (окружные) турниры. На всех уровнях соревнования проводятся по системе «осень-весна». Первые два уровня — Примейра и Вторая лига — находятся под управлением Португальской лиги (Liga Portugal, прежнее название — Liga Portuguesa de Futebol Profissional), которая также организует Кубок португальской лиги. Третий уровень уже не является профессиональным, Третья лига находится под эгидой Португальской футбольной федерации.

### Примейра
Главная футбольная лига страны, высший дивизион — Примейра (Primeira Liga), до сезона 1999/00 года назывался Campeonato Nacional da Primeira Divisão и Campeonato da Liga da Primeira Divisão. Разыгрывается с 1934 года (с 1921 года разыгрывался также Чемпионат Португалии — по системе плей-офф, с сезона 1938/39 переименован в Кубок Португалии). В двухкруговом турнире из 18 команд-участниц определяются чемпион и участники еврокубков. В соответствии с таблицей коэффициентов УЕФА (по состоянию на еврокубковый сезон 2022/23) чемпион и виц-чемпион попадают в групповой этап Лиги чемпионов, 3-я команда чемпионата — в квалификацию Лиги чемпионов, 4-я и 5-я команды — в квалификацию Лиги конференций. В случае, если Кубок Португалии выигрывает одна из вышеперечисленных команд (квалифицируется в Лигу Европы), пропуск в Лигу конференций получает 6-я команда чемпионата.
Выбывают во Вторую лигу команды, занявшие 17-е и 18-е места, а команда, занявшая 17-е место, играет переходные матчи с 3-й командой Второй лиги.

### Сегунда лига
Вторым уровнем до 1990 года являлся Второй дивизион (или Segunda Divisão)en. Второй дивизион был разделён на территориальные зоны, в разные годы победители повышались в классе или играли финальный турнир для определения обладателей путёвок в высший дивизион.
В 1990 году образована Вторая лига, или Сегунда лига, сначала называвшаяся Segunda Divisão de Honra. В дальнейшем имела ряд других названий в связи со спонсорством, известна также как ProLiga.
Вторая лига стала проводиться единым турниром. С 2018 года участвуют 18 команд, по итогам двухкругового турнира две лучшие выходят в Примейру, заменяя худших из высшего дивизиона, 3-я команда играет переходные матчи с 16-й командой Примейры. Среди участников есть несколько фарм-клубов (команды с литерой B), которые не имеют права на повышение в классе, а в случае, если в Сегунду вылетает главная команда, имеющая фарм-клуб, то вторая команда автоматически, независимо от показанного результата, переводится в лигу ниже и включается в число вылетающих команд. Обмен с нижестоящей лигой такой же, как и с лигой выше — две вылетают напрямую, одна играет переходные матчи.

### Третья лига и Чемпионат-лига
Лига 3, или Терсейра лига (Terceira Liga), и Чемпионат-лига, или Чемпионат Португалии (Campeonato de Portugal), являются, соответственно, третьим и четвёртым уровнем с сезона 2020/21, перед которым была образована Лига 3. До этого третьим уровнем являлся Чемпионат Португалии, созданный в 2013 году, сначала назывался Campeonato Nacional de Seniores.
Прежде Второй дивизион (Segunda Divisão)en в разные годы являлся вторым и третьим уровнем, а Третий дивизион (Terceira Divisão)en — третьим и четвёртым.
Соревнования проходят согласно схеме, предусматривающей разбивку команд на территориальные зоны и проведение второго этапа. В отношении фарм-клубов действуют такие же правила, как и во Второй лиге: вторая команда клуба не может подняться в турнир к главной, а при вылете главной автоматически понижается в классе.

### Окружные чемпионаты
Турниры регионального уровня. Включают в себя 22 зоны, сформированных на основе окружных футбольных ассоциаций, ряд из них состоят из нескольких дивизионов.

## Схема структуры
| 1        | Примейра 18 команд                                           | Примейра 18 команд                                           | Примейра 18 команд                                           | Примейра 18 команд                                           |                                                              |                                                              |                                                              |
|          | ▲ 2-3 команды / 2-3 команды ▼                                |                                                              |                                                              |                                                              |                                                              |                                                              |                                                              |
| 2        | Вторая лига 18 команд                                        | Вторая лига 18 команд                                        | Вторая лига 18 команд                                        | Вторая лига 18 команд                                        |                                                              |                                                              |                                                              |
|          | ▲ 2-3 команды / 2-3 команды ▼                                |                                                              |                                                              |                                                              |                                                              |                                                              |                                                              |
| 3        | Третья лига 24 команды                                       | Третья лига 24 команды                                       | Третья лига 24 команды                                       | Третья лига 24 команды                                       |                                                              |                                                              |                                                              |
| 3        | Серия A 12 команд                                            | Серия A 12 команд                                            | Серия B 12 команд                                            | Серия B 12 команд                                            |                                                              |                                                              |                                                              |
| 3        | Второй этап                                                  |                                                              |                                                              |                                                              |                                                              |                                                              |                                                              |
| 3        | Серии 1 и 2 (по 4 команды) — за повышение                    | Серии 1 и 2 (по 4 команды) — за повышение                    | Серии 3, 4, 5, 6 (по 4 команды) — за выживание               | Серии 3, 4, 5, 6 (по 4 команды) — за выживание               |                                                              |                                                              |                                                              |
|          | ▲ 4 команды / 8 команд ▼                                     |                                                              |                                                              |                                                              |                                                              |                                                              |                                                              |
| 4        | Чемпионат Португалии 56 команд                               | Чемпионат Португалии 56 команд                               | Чемпионат Португалии 56 команд                               | Чемпионат Португалии 56 команд                               |                                                              |                                                              |                                                              |
| 4        | Серия A 14 команд                                            | Серия B 14 команд                                            | Серия C 14 команд                                            | Серия D 14 команд                                            |                                                              |                                                              |                                                              |
| 4        | Этап за повышение                                            |                                                              |                                                              |                                                              |                                                              |                                                              |                                                              |
| 4        | 2 Серии по 4 команды                                         |                                                              |                                                              |                                                              |                                                              |                                                              |                                                              |
|          | ▲ ~20 команд / 24 команды (по 6 из Серий A, B, C, D) ▼       |                                                              |                                                              |                                                              |                                                              |                                                              |                                                              |
| 5 и ниже | Окружные первенства 22 зоны, в ряде из них до 4-х дивизионов | Окружные первенства 22 зоны, в ряде из них до 4-х дивизионов | Окружные первенства 22 зоны, в ряде из них до 4-х дивизионов | Окружные первенства 22 зоны, в ряде из них до 4-х дивизионов | Окружные первенства 22 зоны, в ряде из них до 4-х дивизионов | Окружные первенства 22 зоны, в ряде из них до 4-х дивизионов | Окружные первенства 22 зоны, в ряде из них до 4-х дивизионов |

1. 1 2  По 2 команды — напрямую, и ещё одно переходное противостояние.
2. 1 2  В сезоне 2023/24 в Третьей лиге запланировано участие 20 команд[6][7].
3. ↑  Из окружных первенств по итогам сезона 2021/22 вышло 20 команд[9].

### Эволюция структуры
| Уровень\Сезоны | 1934/35—1946/47                                                  | 1947/48—1989/90                                                  | 1990/91—1998/99                                                  | 1999/00—2004/05                                                  | 2005/06—2012/13                                                  | 2013/14—2020/21                                                  | с 2021/22                                                        |
| -------------- | ---------------------------------------------------------------- | ---------------------------------------------------------------- | ---------------------------------------------------------------- | ---------------------------------------------------------------- | ---------------------------------------------------------------- | ---------------------------------------------------------------- | ---------------------------------------------------------------- |
| 1              | Примейра                                                         | Примейра                                                         | Примейра                                                         | Примейра                                                         | Примейра                                                         | Примейра                                                         | Примейра                                                         |
| 2              | Второй дивизионen                                                | Второй дивизионen                                                | Второй дивизион чести                                            | Вторая лига                                                      | Вторая лига                                                      | Вторая лига                                                      | Вторая лига                                                      |
| 3              | окружн.                                                          | Третий дивизионen                                                | Второй дивизион B                                                | Второй дивизион B                                                | Второй дивизион                                                  | Чемпионат Португалии                                             | Третья лига                                                      |
| 4              | окружн.                                                          | окружн.                                                          | Третий дивизион                                                  | Третий дивизион                                                  | Третий дивизион                                                  | окружн.                                                          | Чемпионат Португалии                                             |
| 5 и ниже       | окружн. (до 1948 года участвовали также команды вышестоящих лиг) | окружн. (до 1948 года участвовали также команды вышестоящих лиг) | окружн. (до 1948 года участвовали также команды вышестоящих лиг) | окружн. (до 1948 года участвовали также команды вышестоящих лиг) | окружн. (до 1948 года участвовали также команды вышестоящих лиг) | окружн. (до 1948 года участвовали также команды вышестоящих лиг) | окружн. (до 1948 года участвовали также команды вышестоящих лиг) |

Названия:
00 Примейра (Примейра-лига), также (до 1999/00) Campeonato Nacional da Primeira Divisão, Campeonato da Liga da Primeira Divisão
00 Вторая лига (Сегунда лига), Второй дивизион чести (Segunda Divisão de Honra), также (после 2005) Liga de Honra, Liga Vitalis, Liga Orangina, LigaPro
00 Третья лига (Лига 3, Терсейра лига — Terceira Liga)
00 Чемпионат Португалии (Campeonato de Portugal), также (в 2013/14—2015) Campeonato Nacional de Seniores
00 Второй дивизион (Segunda Divisão), Второй дивизион B (Segunda División B)
00 Третий дивизион (Terceira Divisão)
00 Окружные первенства (Campeonatos distritais de futebol de Portugal)